# Drusilla divergens
Drusilla divergens (лат.) — вид жуков-стафилинид рода Drusilla из подсемейства Aleocharinae.

## Распространение
Юго-Восточная Азия: Сабах (остров Калимантан, Малайзия).

## Описание
Мелкие коротконадкрылые жуки, длина около 7 мм. Тело блестящее, черновато-бурое, брюшко красноватое, четвёртый тергит коричневый, усики красноватые, ноги желтовато-красные. Второй членик усика короче первого, третий длиннее второго, четвертый-десятый длиннее ширины. Глаза длиннее заглазничной области, если смотреть сверху. Ретикуляция передней части тела отчетливая и тонкая. Сетчатость брюшка отсутствует. Пунктировка головы заметна, но отсутствует на узкой продольной срединной полосе и на лбу. Пунктировка надкрылий отчётливая, у брюшка мелкая.
Антенны относительно длинные. Переднеспинка длиннее ширины, с широкой центральной бороздкой. Голова относительно небольшая и округлая, с чётко выраженной шеей и с очень коротким затылочным швом, оканчивающимся проксимальнее щеки.

## Систематика
Вид был впервые описан в 2014 году итальянским энтомологом Роберто Пачэ (1935—2017). Новый вид также похож на Drusilla foeda с Борнео. Отличается отношением длины к ширине переднеспинки, которое составляет 0,93, тогда как у D. foeda оно равно 1,11, члениками усика от четвёртого до восьмого, длина которых превышает ширину, тогда как у D. foeda они поперечные, усеченная вершина эдеагуса, которая у D. foeda острая. Вид и род относят к подтрибе Myrmedoniina в составе трибы Lomechusini.